# لیندوس، نروژ
لیندوس (به لاتین: Lindås) یک منطقهٔ مسکونی در نروژ است که در هوردالاند واقع شده‌است. لیندوس ۴۷۴٫۹۹ کیلومتر مربع مساحت و ۱۵٬۷۳۱ نفر جمعیت دارد.

## نگارخانه

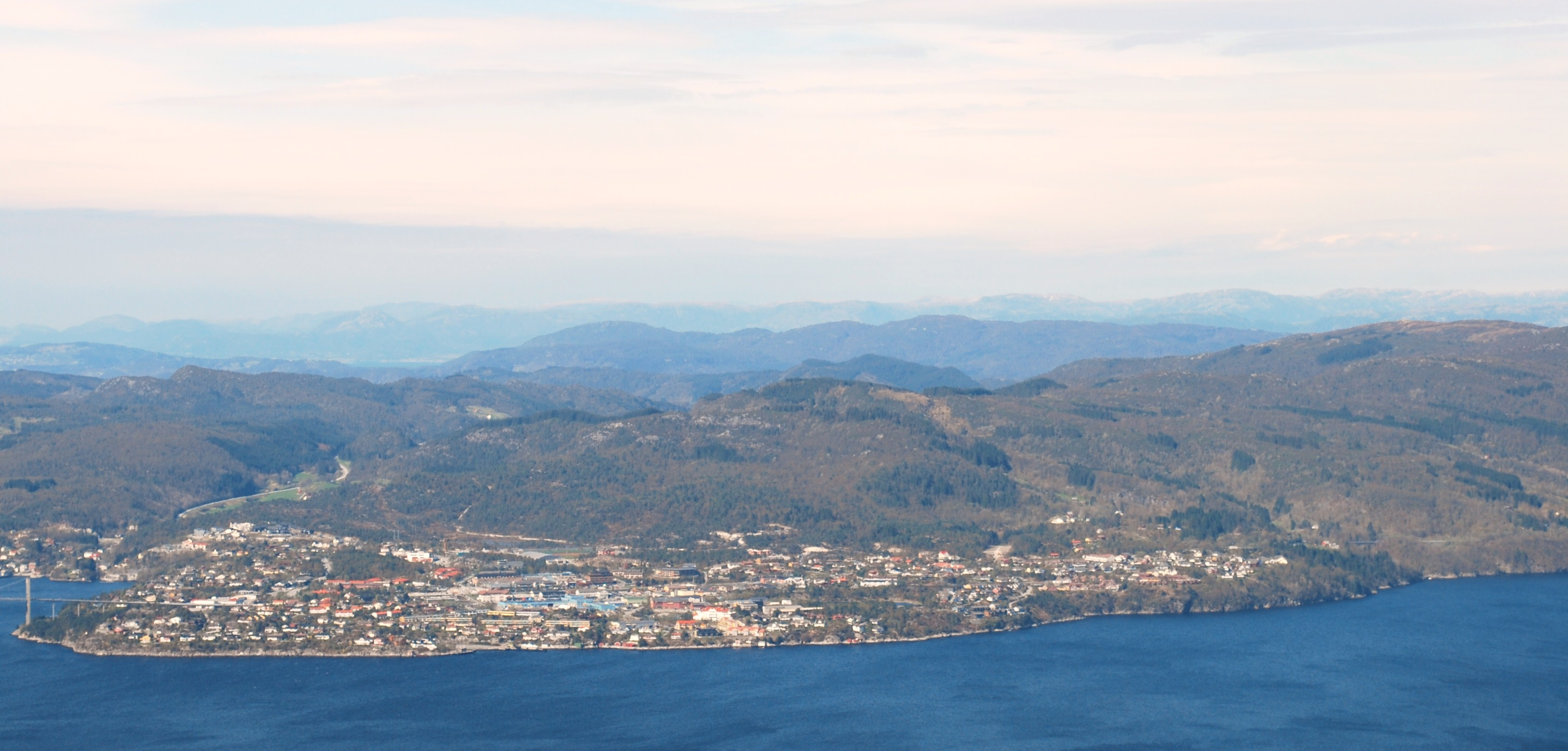
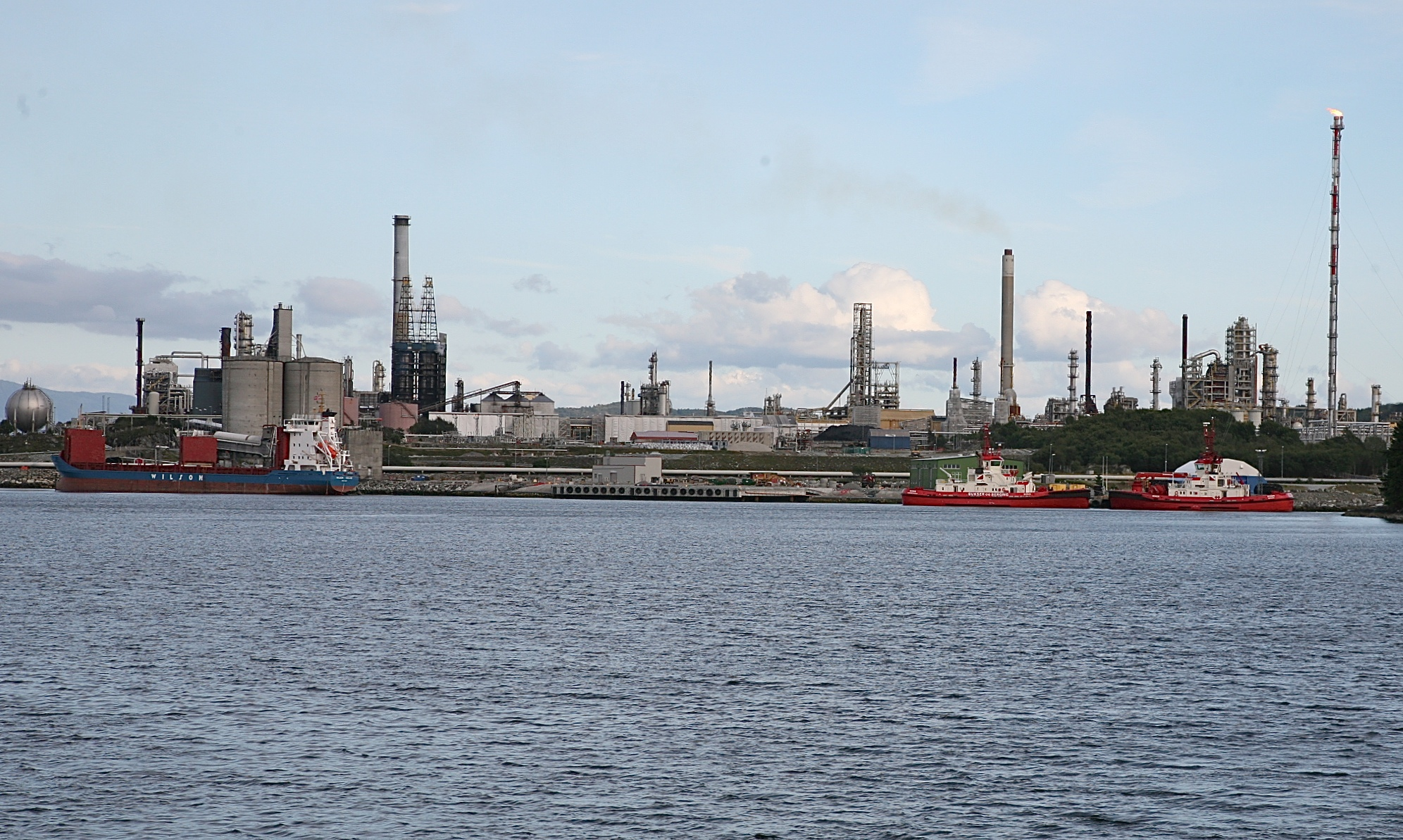
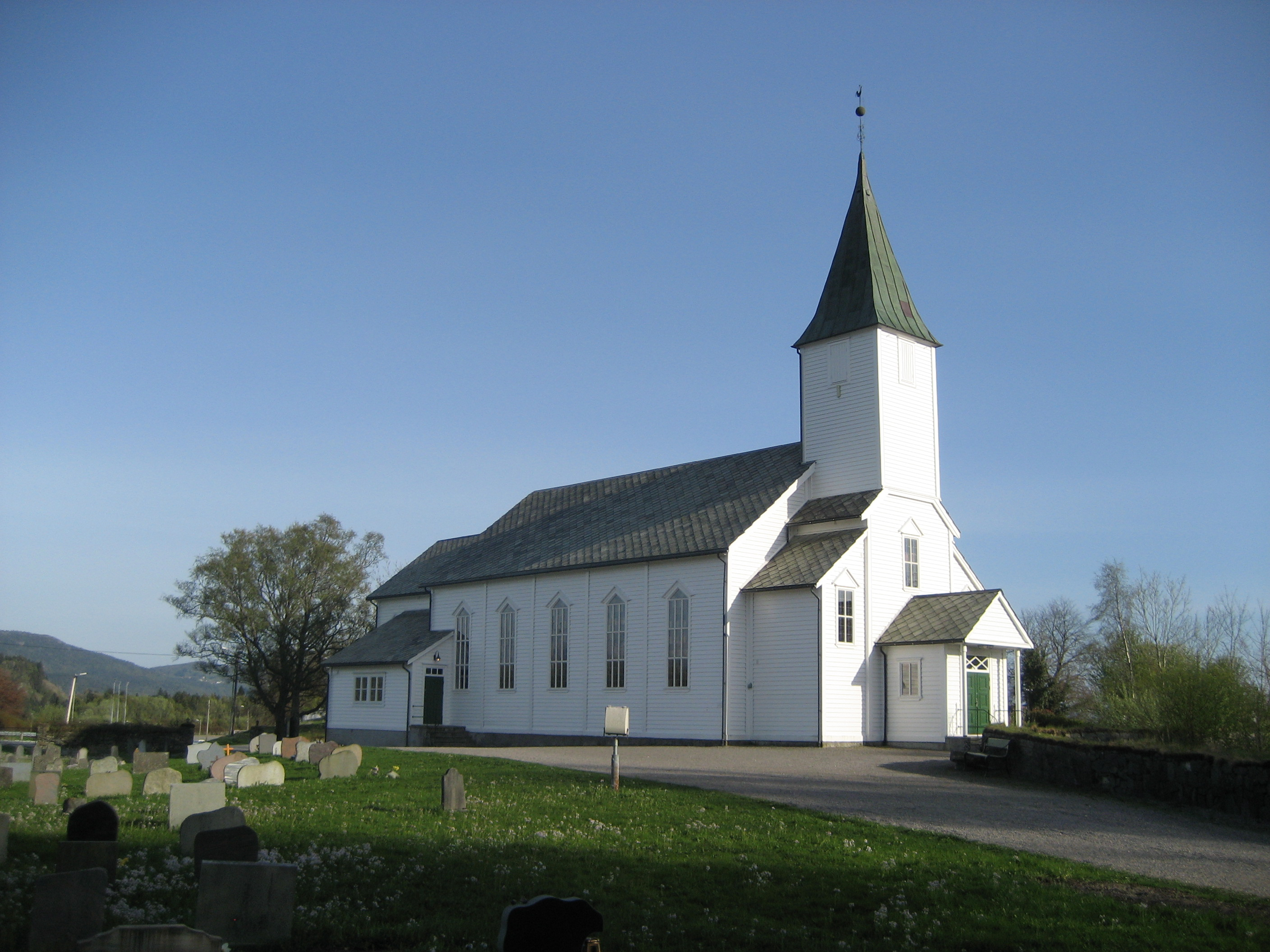
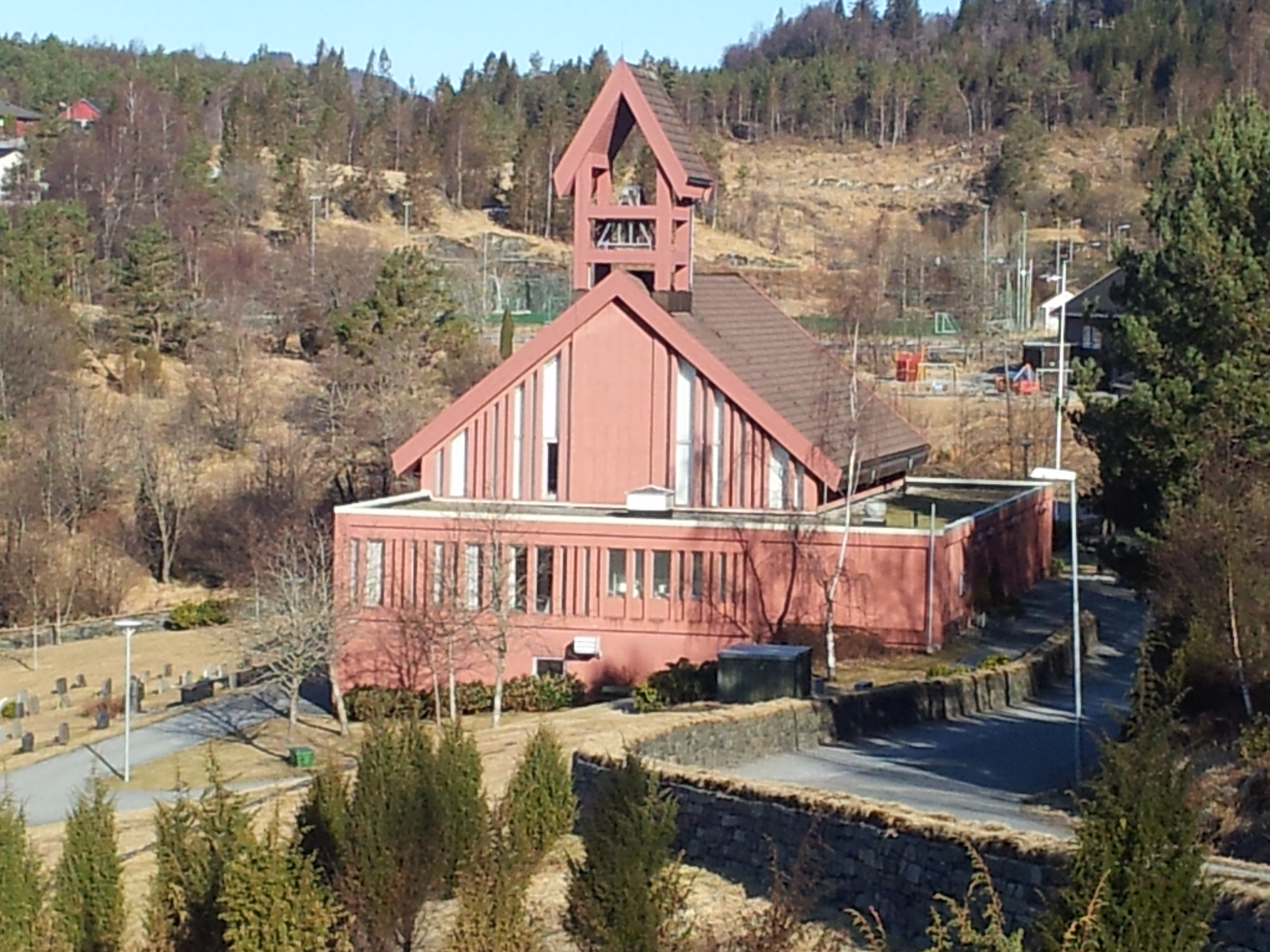